# Shallow Be Thy Game
Singles de Red Hot Chili Peppers
Walkabout
(1996) Love Rollercoaster
(1997)
Shallow Be Thy Game est une chanson des Red Hot Chili Peppers. Sortie en single en Australie, la chanson par ses paroles prend position contre la religion en général, et contre le christianisme en particulier.